# Mintonia ignota
Mintonia ignota là một loài nhện trong họ Salticidae.
Loài này thuộc chi Mintonia. Mintonia ignota được Dmitri Viktorovich Logunov & Azarkina miêu tả năm 2008.